# 7a etapa del Tour de França 2008
La 7a etapa del Tour de França 2008 es va córrer el divendres 11 de juliol, entre Brioude i Aurillac, i amb un recorregut de 159 km.

## Perfil de l'etapa
L'endemà de l'arribada a Super Besse, el Tour de França continua el seu pas pel Massís Central. Es tracta d'un recorregut ondulat i amb 5 ports de muntanya puntuables.
Poc després de la sortida a Brioude, al departament de l'Alt Loira, els ciclistes hauran d'enfrontar la primera cota puntuable, la côte de Fraisse (3a categoria), que els duu al departament de Cantal i el primer esprint intermedi a Saint-Flour (km 47). Poc després tornen a superar la segona dificultat muntanyosa del dia, la côte de Villedieu (4a categoria, km 52) i el segon esprint a Paulhac (km 74). Les principals dificultats muntanyoses del dia, de segona categoria ambdues, es troben als darrers 60 km d'etapa, tot travessant les muntanyes de Cantal. El primer gran port del dia és el col d'Entremont, que corona a 1.210 msnm (km 101), seguit del Pas de Peyrol, punt culminant de l'etapa (1.588 msnm). El descens, tot seguint la vall del riu Jordanne, els durà fins a Saint-Simon, on es troba el darrer esprint intermedi, i tot seguit la darrera dificultat muntanyosa: la côte de Saint-Jean-de-Donne (3a categoria), a tan sols 9 km de l'arribada.

## Desenvolupament de l'etapa
Els primers 60 km de l'etapa estan marcats per la gran quantitat d'intents d'escapada que són avortats pel gran grup, encapçalat per l'equip del líder, Kim Kirchen, el Columbia, que defensa el seu lideratge. Un dels més actius és l'escocès David Millar. Al km 61, una caiguda, en què es veu implicat Damiano Cunego provoca el trencament del gran grup. Poc després Lilian Jegou (FDJ) abandona.
Al capdavant del primer grup, els homes del CSC-Saxo Bank treballen per augmentar les diferències respecte al segon grup, la unió dels quals no es farà fins al km 93. Luis Leon Sanchez (Caisse d'Epargne) i Josep Jufré Pou (Saunier Duval-Prodir) ataquen en l'ascensió al coll d'Entremont, i són seguits per Vincenzo Nibali i David de la Fuente. Christophe le Mevel també pren uns metres d'avantatge respecte al grup dels principals favorits i queda en posició intermèdia respecte als 4 homes cap de cursa, però és agafat en l'ascens al Pas de Peyrol. Al cim d'aquest port els 4 escapats tenen menys de dos minuts respecte a un gran grup que s'ha trencat en dos durant l'ascens. Mikel Astarloza ataca i intenta unir-se als escapats, però no ho aconsegueix.
Durant el descens del Pas de Peyrol l'Euskaltel-Euskadi accelerarà el gran grup i farà que al pas per la darrera dificultat muntanyosa del dia, la cota de Saint-Jean-de Donne, la diferència ja sigui inferior al minut. Stefan Schumacher (Gerolsteiner) ataca, seguit per Óscar Pereiro i Roman Kreuziger, sent agafats poc després. David de la Fuente passa en primera posició per la cota de lla Saint-Jean-de Donne, agafant d'aquesta manera els punts necessaris per liderar el gran premi de la muntanya. Pel darrere, un grup de 20 ciclistes, en què hi ha tots els favorits, excepte Damiano Cunego, implicat en una caiguda, és tot el queda del gran grup.
A manca de 5 km de l'arribada la cursa és encapçalada per 23 ciclistes. Luis León Sánchez ataca dins els carrers d'Aurillac, aconseguint arribar en solitari a la meta, tot guanyant la primera etapa al Tour de França. Stefan Schumacher encapçalarà els del primer grup, per davant de Filippo Pozzato i Kim Kirchen.
David de la Fuente serà el nou líder de la muntanya i el Team CSC passarà a encapçalar la classificació per equips.
A més a més de Jegou, Christophe Moreau, el líder d'Agritubel, abandona en aquesta etapa per un fort dolor a l'esquena. John Gadret (AG2R-La Mondiale) i Mauro Facci (Quick Step) també abandonen i Magnus Bäckstedt arriba a Aurillac amb més de 32 minuts de retard sobre el vencedor i és declarat fora de control.

## Primer cas de dopatge d'aquesta edició
Durant la disputa d'aquesta etapa es va conèixer el primer cas de dopatge de l'edició del Tour de França 2008. L'espanyol Manuel Beltrán va donar positiu per EPO en un control antidopatge realitzat durant la disputa de la 1a etapa d'aquesta edició. De resultes d'aquest positiu Beltrán ha estat expulsat del Tour pel seu equip, el Liquigas, cosa que ha permès a l'equip poder continuar en cursa.

## Esprints intermedis
| 1r | Robert Hunter | 6 pts |
| 2n | Robbie McEwen | 4 pts |
| 3r | Thor Hushovd  | 2 pts |

| 1r | Óscar Freire     | 6 pts |
| 2n | Kim Kirchen      | 4 pts |
| 3r | Volodymir Gustov | 2 pts |

| 1r | Josep Jufré Pou    | 6 pts |
| 2n | Vincenzo Nibali    | 4 pts |
| 3r | David de la Fuente | 2 pts |

## Ports de muntanya
| 1r | David Millar    | 4 pts |
| 2n | Sandy Casar     | 3 pts |
| 3r | David Moncoutié | 2 pts |
| 4t | Bram Tankink    | 1 pt  |

| 1r | Jens Voigt   | 3 pts |
| 2n | Ronny Scholz | 2 pts |
| 3r | David Millar | 1 pts |

| 1r | David de la Fuente  | 10 pts |
| 2n | Josep Jufré Pou     | 9 pts  |
| 3r | Luis León Sánchez   | 8 pts  |
| 4t | Vincenzo Nibali     | 7 pts  |
| 5è | Christophe le Mevel | 6 pts  |
| 6è | Kanstantsín Siutsou | 5 pts  |

| 1r | David de la Fuente  | 10 pts |
| 2n | Josep Jufré Pou     | 9 pts  |
| 3r | Luis León Sánchez   | 8 pts  |
| 4t | Vincenzo Nibali     | 7 pts  |
| 5è | Mikel Astarloza     | 6 pts  |
| 6è | Kanstantsín Siutsou | 5 pts  |

| 1r | David de la Fuente | 4 pts |
| 2n | Luis León Sánchez  | 3 pts |
| 3r | Óscar Pereiro      | 2 pts |
| 4t | Vincenzo Nibali    | 1 pt  |

## Classificació de l'etapa
| Pos. | Ciclista              | Equip               | Temps      |
| ---- | --------------------- | ------------------- | ---------- |
| 1.   | Luis León Sánchez     | Caisse d'Epargne    | 3h 52' 53" |
| 2.   | Stefan Schumacher     | Gerolsteiner        | + 6"       |
| 3.   | Filippo Pozzato       | Liquigas            | m. t.      |
| 4.   | Kim Kirchen           | Columbia            | m. t.      |
| 5.   | Alejandro Valverde    | Caisse d'Epargne    | m. t.      |
| 6.   | Oscar Pereiro         | Caisse d'Epargne    | m. t.      |
| 7.   | Samuel Sánchez        | Euskaltel-Euskadi   | m. t.      |
| 8.   | Josep Jufré Pou       | Saunier Duval-Scott | m. t.      |
| 9.   | Christian Vande Velde | Garmin Chipotle     | m. t.      |
| 10.  | Andy Schleck          | Team CSC            | m. t.      |

## Classificació general
| Pos. | Ciclista              | Equip            | Temps       |
| ---- | --------------------- | ---------------- | ----------- |
| 1.   | Kim Kirchen           | Columbia         | 28h 23' 40" |
| 2.   | Cadel Evans           | Silence-Lotto    | + 6"        |
| 3.   | Stefan Schumacher     | Gerolsteiner     | + 16"       |
| 4.   | Christian Vande Velde | Garmin Chipotle  | + 44"       |
| 5.   | Denís Ménxov          | Rabobank ProTeam | + 1'03"     |
| 6.   | Alejandro Valverde    | Caisse d'Epargne | + 1'12"     |
| 7.   | David Millar          | Garmin Chipotle  | + 1'14"     |
| 8.   | Stijn Devolder        | Quick Step       | + 1'21"     |
| 9.   | Oscar Pereiro Sio     | Caisse d'Epargne | m. t.       |
| 10.  | Thomas Lövkvist       | Columbia         | m. t.       |

## Classificacions annexes

### Classificació per punts
| Classificació per punts | Total   |
| ----------------------- | ------- |
| Kim Kirchen             | 119 pts |
| Óscar Freire            | 91 pts  |
| Thor Hushovd            | 90 pts  |

### Classificació de la muntanya
| Classificació de la muntanya | Total  |
| ---------------------------- | ------ |
| David de la Fuente           | 28 pts |
| Thomas Voeckler              | 27 pts |
| Sylvain Chavanel             | 27 pts |

### Classificació del millor jove
| Classificació del millor jove | Total       |
| ----------------------------- | ----------- |
| Thomas Lövkvist               | 24h 31' 35" |
| Andy Schleck                  | + 37"       |
| Maxime Monfort                | + 46"       |

### Classificació per equips
| Classificació per equips | Total       |
| ------------------------ | ----------- |
| Team CSC                 | 85h 13' 26" |
| Columbia                 | + 2' 52"    |
| Caisse d'Epargne         | + 3' 29"    |

### Combativitat
Luis León Sánchez Gil (Caisse d'Epargne)

## Abandonaments
Mauro Facci (Quick Step)
 John Gadret (AG2R La Mondiale)
 Lilian Jegou (Française des Jeux)
 Christophe Moreau (Agritubel)
 Magnus Bäckstedt, fora de control (Garmin Chipotle)

## Expulsats
Manuel Beltrán (Liquigas), per dopatge